# 모용

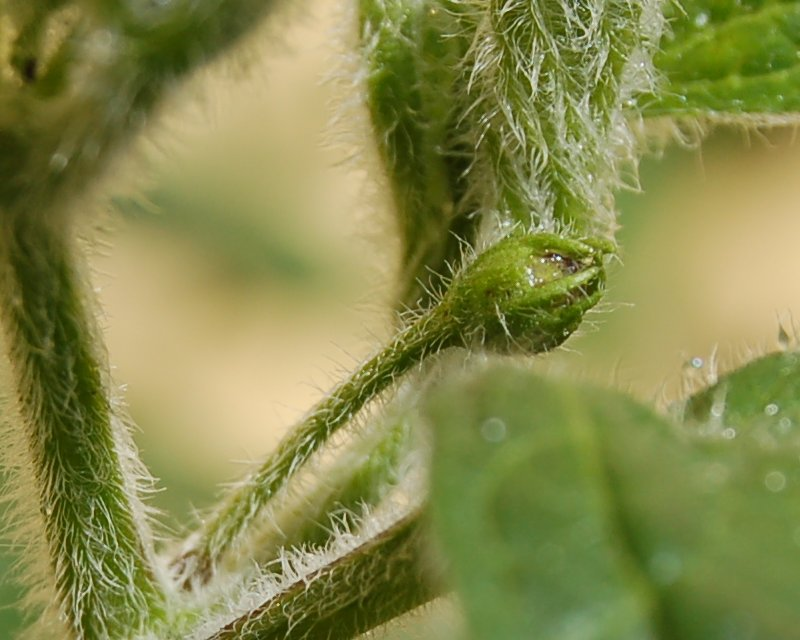

모용(영어: Trichome)은 식물에 난 털 모양의 조직을 말한다. 틸란드시아 등은 모용을 통해 영양분과 수분을 흡수한다.

## 같이 보기
- 가시 (식물)